# Satz von Steinhaus
Der Satz von Steinhaus ist ein  Lehrsatz des mathematischen Teilgebiets der Maßtheorie, der auf eine Arbeit des polnischen Mathematikers Hugo Steinhaus im ersten Band der Fundamenta Mathematicae (1920) zurückgeht. Er behandelt eine grundlegende topologische Eigenschaft der Lebesgue-messbaren Teilmengen des {\displaystyle n}-dimensionalen reellen Koordinatenraums {\displaystyle \mathbb {R} ^{n}}.

## Formulierung des Satzes
Der Satz von Steinhaus besagt:
Bildet man für eine Lebesgue-messbare Teilmenge {\displaystyle A\subseteq \mathbb {R} ^{n}\;(n=1,2,3,\ldots )} mit Lebesgue-Maß {\displaystyle \lambda ^{n}(A)>0} die Menge aller aus zwei Elementen von  {\displaystyle A} bildbaren Differenzen, so ist die dadurch gegebene Menge  {\displaystyle A-A=\{a_{1}-a_{2}\;\colon \;a_{1}\in A\;,\;a_{2}\in A\}} stets eine Umgebung der {\displaystyle \mathbf {0} }.
Mit anderen Worten: 
Unter den genannten Bedingungen gibt es immer eine offene Vollkugel {\displaystyle U_{\delta }(\mathbf {0} )\subseteq A-A\;(\delta >0)}. 

## Folgerungen: Zwei Sätze von Sierpiński
Auf den Satz von Steinhaus können zwei Sätze des polnischen Mathematikers Wacław Sierpiński über Hamel-Basen von  {\displaystyle \mathbb {R} } als Vektorraum über dem Körper der rationalen Zahlen {\displaystyle \mathbb {Q} } zurückgeführt werden. Sie lassen sich angeben wie folgt:
Gegeben sei eine  Hamel-Basis {\displaystyle B} des {\displaystyle \mathbb {Q} }-Vektorraums {\displaystyle \mathbb {R} }.
Dann gilt:
 (1) Ist {\displaystyle B} Lebesgue-messbar in {\displaystyle \mathbb {R} }, so ist {\displaystyle B} eine lebesguesche Nullmenge, also vom Lebesgue-Maß {\displaystyle \lambda ^{1}(B)=0} .
 (2) Ist {\displaystyle A} eine nichtleere und höchstens abzählbare Teilmenge von {\displaystyle B}  und ist {\displaystyle M_{A}:={\operatorname {span} }_{\mathbb {Q} }(B\setminus A)} die {\displaystyle \mathbb {Q} }-lineare Hülle von {\displaystyle B\setminus A} , so ist {\displaystyle M_{A}} eine nicht Lebesgue-messbare Teilmenge von {\displaystyle \mathbb {R} }.

### Zum Beweis der beiden Folgerungen
An Jürgen Elstrodt anschließend lässt sich ein Beweis für (1) wie folgt führen:
Sofern eine solche Hamel-Basis {\displaystyle B} als Lebesgue-messbar mit Lebesgue-Maß {\displaystyle \lambda ^{1}(B)>0} vorausgesetzt wird, ergibt sich ein Widerspruch.
Da nämlich eine solche Hamel-Basis {\displaystyle B} nicht die leere Menge ist, lässt sich ein {\displaystyle a\in B} auswählen und damit die reelle Nullfolge {\displaystyle \left({\tfrac {a}{\nu }}\right)_{\nu \in \mathbb {N} }} bilden.
Nun kommt zum Tragen, dass dann jedoch nach dem Satz von Steinhaus {\displaystyle B-B} eine Nullumgebung sein muss, weswegen fast alle Glieder der Nullfolge darin enthalten sein müssen.
Also gibt es auch eine natürliche Zahl {\displaystyle n} und dazu zwei verschiedene {\displaystyle b,c\in B}, für die
{\displaystyle {\frac {1}{n}}\cdot a=b-c}
gilt.
Das aber bedeutet, dass auch
{\displaystyle 0={\frac {1}{n}}\cdot a+(-1)\cdot b+1\cdot c}
gilt.
Damit hat man eine nichttriviale Darstellung der {\displaystyle 0\in \mathbb {R} } als Linearkombination von Elementen aus {\displaystyle B} mit Koeffizienten aus {\displaystyle \mathbb {Q} }, was unvereinbar mit der Voraussetzung ist, dass {\displaystyle B} eine Hamel-Basis von {\displaystyle \mathbb {R} } über {\displaystyle \mathbb {Q} } sein soll.
Daher kann eine solche Lebesgue-messbare Hamel-Basis  {\displaystyle B} einzig und allein eine lebesguesche Nullmenge sein.
Der Beweis von (2) geht ähnlich und beruht auf der Translationsinvarianz des Lebesgue-Maßes und der Tatsache, dass stets {\displaystyle M_{A}-M_{A}=M_{A}} gilt.